# Віхівство
Віхівство — ідеологія російської ліберальної буржуазії, пов'язана з реакцією на піднесення демократичного революційного руху в Російській імперії на початку ХХ ст. Назва походить від збірника «Віхи», виданого у 1909 р. в Москві групою ліберальних публіцистів. (М. О. Бердяєв, С. М. Булгаков, П. Б. Струве).
Основне гасло: «краще реакція ніж революція». Лозунгові класової боротьби віхівці протиставляли лозунг «захисту особистості».